# Platelet Derived Growth Factor

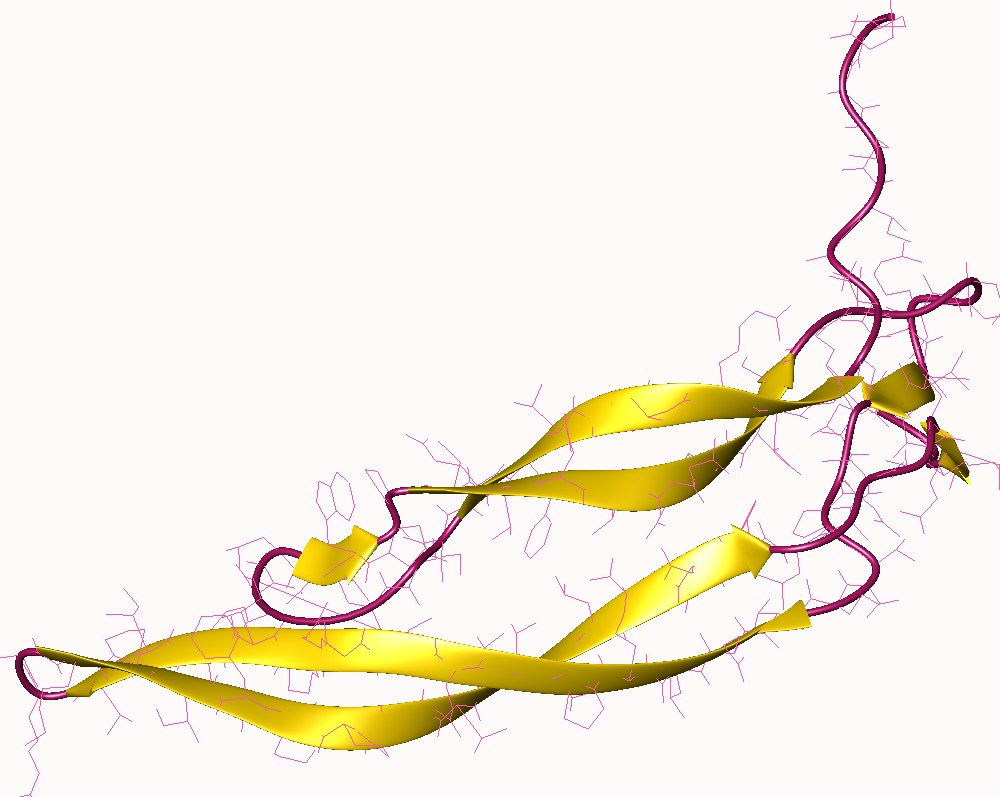
Platelet-derived growth factor BB, Human.

Der Name Platelet-derived growth factor (PDGF, „Wachstumsfaktor aus Thrombozyten“) steht für eine Familie von vier Wachstumsfaktoren (PDGF-A, PDGF-B, PDGF-C und PDGF-D), die alle als Mitogen auf Zellen wirken, die ihren Ursprung im embryonalen Bindegewebe haben. Sie werden bei Verletzungen von Blutplättchen freigesetzt, um die Heilung des Gewebes zu stimulieren, und spielen bei der Embryogenese eine wichtige Rolle.

## Funktion
PDGF spielt eine Rolle bei der Embryogenese (besonders bei der Entwicklung von Niere, Blutgefäßen, Lungen und dem ZNS), bei Zellproliferation, Zellmigration, Wundheilung und Angiogenese und wird auch mit verschiedenen Krankheiten wie Arteriosklerose, Fibrose und Krebs in Verbindung gebracht.
Eine retrovirales Homolog von PDGF-B (v-sis) findet sich im Genom eines Affenvirus, der Sarkome hervorruft (WMSV, engl. Woolly Monkey Sarcoma Virus) und ist mitverantwortlich für die Tumorentwicklung.
Die Wachstumsfaktoren treten in der Regel als Dimere auf (Homo- oder Heterodimere), die durch zwei Disulfidbrücken verbunden sind, und binden so jeweils zwei Rezeptoren. Dadurch bringen sie die Rezeptoren nahe genug zusammen, dass sich diese gegenseitig an Tyrosinen phosphorylieren können. So aktiviert phosphorylieren sie dann andere Proteine im Zellinneren an spezifischen Tyrosinen und leiten das Signal weiter, wobei sie unter anderem auch den PI 3-Kinase-Signalweg aktivieren (siehe auch Rezeptor-Tyrosinkinase).
PDGF-Rezeptoren (PDGFRs) werden in verschiedenen Zellen gefunden, unter anderem werden Fibroblasten durch PDGF zur Zellteilung angeregt (wobei jedoch PDGF alleine nicht ausreichend ist, um die Zellteilung auch erfolgreich abzuschließen).

## Geschichte
1974 entdeckten Ross und Mitarbeiter, dass ein Faktor, der von Blutplättchen (engl. platelets) produziert wird, das Wachstum glatter Muskulaturzellen aus Affen sehr effektiv anregt.
Dieser Faktor wurde entsprechend seinem Vorkommen platelet-derived growth factor genannt und hat seither viel zum Verständnis der Signaltransduktion beigetragen. Während die klassischen PDGFs A und B bereits seit längerem bekannt sind, wurden PDGF-C (2000) und PDGF-D (2001) erst zu Beginn des 21. Jahrhunderts entdeckt.

## Evolution
Die PDGF-Familie ist so eng mit der VEGF-Familie verwandt, dass die beiden oft als die PDGF/VEGF-Familie zusammengefasst werden. In wirbellosen Tieren kann man die Moleküle dieser beiden Familien nicht ohne weiteres voneinander unterscheiden und sie werden daher gemeinsam als PVFs (PDGF/VEGF-ähnliche Wachstumsfaktoren) bezeichnet.